# 丹東市
丹東市（たんとう-し）は、中華人民共和国遼寧省南部に位置する地級市。鴨緑江を隔てて朝鮮民主主義人民共和国（北朝鮮）と接する国境の街である。旧名は安東。朝鮮族が約2万人居住している。中朝貿易最大の物流拠点であり、その7割以上がここを通過すると言われている。

## 地理
北は遼寧省本渓市、西は鞍山市・大連市と接し、東は鴨緑江を隔てて北朝鮮新義州特別行政区と対する。鴨緑江には中朝友好橋が架かる。南は西朝鮮湾である。

## 歴史
古代には高句麗の領域であり、唐の高句麗征服後は安東都護府に属した。金代に婆速府路となり、元代にも婆娑府が置かれた。清朝は満洲での漢人入植を禁止する封禁政策を取ったが、1874年に全面的に解禁し、1876年に安東県を設置した。
安東港は1903年に対外開港し、鴨緑江水運の発達により流域の物資集散地として発展した。1931年に満洲事変が勃発すると直ちに日本軍に占領され、満洲国は1934年安東省を新設、安東県を省城とした。1937年安東県は安東市に昇格している。この時代には多数の日本企業が安東に進出した。1945年日本の降伏後は中国共産党軍が接収し、朝鮮戦争（1950年 - 1953年）では中国人民義勇軍の兵站前線となった。1965年安東市は丹東市に改称された。
2010年8月21日、鴨緑江上流における集中豪雨のため河川が氾濫。5万人以上が避難した事が伝えられた。

## 行政区画
3市轄区・2県級市・1自治県を管轄する。
- 市轄区：
  - 振興区・元宝区・振安区
- 県級市：
  - 東港市・鳳城市
- 自治県：
  - 寛甸満族自治県

| 丹東市の地図                                                |
| ----------------------------------------------------------- |
| 1 2 振安区 寛甸満族自治県 東港市 鳳城市 1. 元宝区 2. 振興区 |

### 年表
この節の出典

#### 遼東省安東市
- 1949年10月1日 - 中華人民共和国遼東省安東市が発足。金湯区・元宝区・中央区・鎮興区・鎮安区・浪頭区・五龍背区・九連城区が成立。(8区)
- 1950年8月2日 (3区)
  - 金湯区が五龍背区に編入。
  - 元宝区・中央区・鎮興区が浪頭区に編入。
  - 鎮安区が九連城区に編入。
- 1951年9月13日 - 市内行政区域の再編により、一区から八区までの区が成立。(8区)
- 1953年 - 四区の一部が分立し、九区が発足。(9区)
- 1954年6月19日 - 遼東省の分割により、遼寧省安東市となる。

#### 遼寧省安東市
- 1954年12月13日 - 一区が金湯区に、二区が元宝区に、三区が中央区に、四区が鎮興区に、五区が鎮安区に、六区が浪頭区に、七区が五龍背区に、八区が九連城区に、九区が湯池区にそれぞれ改称。(9区)
- 1955年9月2日 (7区)
  - 鎮安区が五龍背区に編入。
  - 中央区が湯池区に編入。
- 1955年5月23日 - 九連城区の一部が安東専区安東県に編入。(7区)
- 1956年6月22日 (5区)
  - 九連城区が五龍背区に編入。
  - 湯池区が浪頭区に編入。
- 1957年12月3日 (3区)
  - 金湯区が元宝区に編入。
  - 浪頭区・五龍背区が合併し、郊区が発足。
- 1958年12月20日 - 安東専区安東県・鳳城県・寛甸県・岫巖県を編入。(3区4県)
- 1959年8月2日 - 元宝区の一部が分立し、金湯区が発足。(4区4県)
- 1960年3月29日 - 金湯区が元宝区に編入。(3区4県)
- 1965年1月20日 - 安東市が丹東市に改称。

#### 安東専区
- 1955年11月11日 - 荘河県・岫巖県・安東県・寛甸県・鳳城県・桓仁県を編入。安東専区が成立。(6県)
- 1955年5月23日 - 安東市九連城区の一部が安東県に編入。(6県)
- 1956年6月22日 - 本渓市本渓県を編入。(7県)
- 1956年6月30日 - 本渓県が本渓市に編入。(6県)
- 1958年12月20日 
  - 荘河県が旅大市に編入。
  - 安東県・鳳城県・寛甸県・岫巖県が安東市に編入。
  - 桓仁県が本渓市に編入。

#### 遼寧省丹東市
- 1965年1月20日 - 安東市が丹東市に改称。(3区4県)
  - 安東県が東溝県に改称。
- 1965年2月26日 - 鎮興区が振興区に改称。(3区4県)
- 1965年12月27日 - 旅大市荘河県を編入。(3区5県)
- 1966年1月27日 - 本渓市桓仁県を編入。(3区6県)
- 1968年12月26日 (3区4県)
  - 荘河県が旅大市に編入。
  - 桓仁県が本渓市に編入。
- 1980年3月8日 - 郊区が振安区に改称。(3区4県)
- 1984年11月28日 - 東溝県の一部が振安区に編入。(3区4県)
- 1985年1月17日 (3区2県2自治県)
  - 岫巖県が自治県に移行し、岫巖満族自治県となる。
  - 鳳城県が自治県に移行し、鳳城満族自治県となる。
- 1986年2月24日 - 寛甸県の一部が振安区に編入。(3区2県2自治県)
- 1987年6月20日 - 寛甸県の一部が振安区に編入。(3区2県2自治県)
- 1989年9月7日 - 寛甸県が自治県に移行し、寛甸満族自治県となる。(3区1県3自治県)
- 1992年1月23日 - 岫巖満族自治県が鞍山市に編入。(3区1県2自治県)
- 1993年6月18日 - 東溝県が市制施行し、東港市となる。(3区1市2自治県)
- 1994年3月8日 - 鳳城満族自治県が市制施行し、鳳城市となる。(3区2市1自治県)
- 1999年6月16日 (3区2市1自治県)
  - 振安区の一部が元宝区・振興区に分割編入。
  - 東港市の一部が振興区に編入。
  - 元宝区・鳳城市のそれぞれ一部が振安区に編入。
- 2008年8月14日 - 東港市の一部が振興区に編入。(3区2市1自治県)

## 住民、少数民族
29の民族が存在するが、古くから住んでいる民族は、漢族・満洲族・回族・朝鮮族・モンゴル族・シベ族などである。北朝鮮との国境に位置することから、少数民族の中では朝鮮族の影響が最も強く、標識や、商業用の看板などいたるところに、ハングルが併記されている。また朝鮮料理の店も数多い。朝鮮族の児童が通う民族学校も存在する。 満洲族は、人名、言語、外見、風俗などが多数派の漢族と変わらないため、その存在はほとんど目立たないが、市全体の総人口の30%以上を占めている。また丹東周辺は、満洲族の主要な故地の一つでもある。回族は人口約1.8万人。回族および、イスラム教徒が丹東周辺に流入したのは、明末期から清初期と言われる。回族は飲食業に従事するものが多いため、丹東にはイスラム教徒専門の清真料理店も多く存在する。丹東のモスクは以前は中国寺院風の様式であったが、2004年に老朽化のため取り壊し、新たにアラブ様式の寺院が建てられた。

## 交通

### 航空
丹東中心部より14kmの東港市に丹東浪頭空港があり、1985年4月開港。北京、上海、成都、深圳、三亜などの国内線空路がある。

### 鉄道
市中心に丹東駅があり、瀋陽との間を結ぶ路線がある（瀋丹線）。平壌と北京を結ぶ国際列車K27/28次列車の経路でもある。2011年から丹大都市間鉄道（大連北駅～荘河～東港～丹東）の建設が始まり、2015年12月に開通した。全長は292キロメートルで、設計最高速度は200km/hである。CRHの電車列車を利用した場合、丹東駅から省都の瀋陽へは1時間15分から2時間、大連へは3時間である。
- 中国国家鉄路集団
  - 丹大都市間鉄道
  - 瀋丹旅客専用線
  - 瀋丹線
  - 鳳上線
  - 通灌線

### 道路
主要道路はG201国道とG304国道。高速道路は瀋陽との間（丹阜高速道路）が2002年に、大連との間（丹大高速道路）が2005年に開通した。丹大高速には、荘河サービスエリアと丹東サービスエリア（丹東東ICと丹東ICの間）がある。
- 高速道路
  - 鶴大高速道路
  - 丹錫高速道路
  - 丹阜高速道路
  - S33 大東港疎港高速道路
- 国道
  - G201国道
  - G304国道

### バス
大連の凱旋広場（大連駅北口）から高速バスが一日8往復、大連長途汽車総站からミニバスが一日16往復出ている。所要時間は高速バス4時間、ミニバス6時間。瀋陽からは高速バスが一日少なくとも19往復、長春などとの間にバス路線がある。なお、北朝鮮・平壌間に一日一便国際旅客バスが運行しているという。

### 国境
北朝鮮への道路・鉄道：鴨緑江大橋（中朝友誼橋）
2011年から新鴨緑江大橋が建設され、2014年秋に橋と中国側の道路が完成したが、中朝関係の悪化により北朝鮮側の道路が着手されず、完成の目処がたっていない。現在の鴨緑江大橋の下流8キロ、丹東の新開発区浪頭と新義州の南の龍川を結ぶ。

### 航路
韓国の仁川港との間を、ほぼ隔日でフェリーが往復している（東方明珠号）。

## 気候
| 丹東 (1971−2000)の気候                    | 丹東 (1971−2000)の気候 | 丹東 (1971−2000)の気候 | 丹東 (1971−2000)の気候 | 丹東 (1971−2000)の気候 | 丹東 (1971−2000)の気候 | 丹東 (1971−2000)の気候 | 丹東 (1971−2000)の気候 | 丹東 (1971−2000)の気候 | 丹東 (1971−2000)の気候 | 丹東 (1971−2000)の気候 | 丹東 (1971−2000)の気候 | 丹東 (1971−2000)の気候 | 丹東 (1971−2000)の気候 |
| 月                                        | 1月                    | 2月                    | 3月                    | 4月                    | 5月                    | 6月                    | 7月                    | 8月                    | 9月                    | 10月                   | 11月                   | 12月                   | 年                     |
| ----------------------------------------- | ---------------------- | ---------------------- | ---------------------- | ---------------------- | ---------------------- | ---------------------- | ---------------------- | ---------------------- | ---------------------- | ---------------------- | ---------------------- | ---------------------- | ---------------------- |
| 平均最高気温 °C （°F）                    | −2.3 (27.9)            | 1.1 (34)               | 7.2 (45)               | 14.6 (58.3)            | 20.0 (68)              | 24.1 (75.4)            | 26.7 (80.1)            | 27.8 (82)              | 23.8 (74.8)            | 16.9 (62.4)            | 7.7 (45.9)             | 0.1 (32.2)             | 14.9 (58.8)            |
| 平均最低気温 °C （°F）                    | −11.4 (11.5)           | −8.6 (16.5)            | −2.4 (27.7)            | 4.1 (39.4)             | 10.2 (50.4)            | 15.9 (60.6)            | 20.3 (68.5)            | 20.1 (68.2)            | 13.7 (56.7)            | 6.3 (43.3)             | −1.2 (29.8)            | −8.3 (17.1)            | 4.9 (40.8)             |
| 降水量 mm （inch）                        | 7.1 (0.28)             | 9.5 (0.374)            | 18.1 (0.713)           | 46.2 (1.819)           | 73.1 (2.878)           | 107.5 (4.232)          | 251.6 (9.906)          | 217.8 (8.575)          | 104.6 (4.118)          | 49.0 (1.929)           | 28.4 (1.118)           | 12.7 (0.5)             | 925.6 (36.441)         |
| 平均降水日数 （≥0.1 mm）                  | 3.8                    | 3.6                    | 5.0                    | 8.2                    | 9.8                    | 11.7                   | 15.6                   | 12.0                   | 7.9                    | 6.8                    | 6.2                    | 3.9                    | 94.5                   |
| % 湿度                                    | 55                     | 53                     | 60                     | 66                     | 72                     | 82                     | 89                     | 86                     | 78                     | 69                     | 63                     | 59                     | 69.3                   |
| 平均月間日照時間                          | 195.0                  | 199.7                  | 228.4                  | 234.0                  | 243.4                  | 212.9                  | 159.3                  | 199.5                  | 225.5                  | 215.5                  | 171.7                  | 174.0                  | 2,458.9                |
| 出典：China Meteorological Administration |                        |                        |                        |                        |                        |                        |                        |                        |                        |                        |                        |                        |                        |

## 経済
丹東新区（新市区）が振興区の浪頭付近に建設されていて、ここに市政府の引っ越しも終わっている。ここは計器計測器産業区・ソフトウェア産業区も建設予定で、丹東浪頭空港へも近く、北朝鮮へ新鴨緑江大橋も建設中で、北朝鮮との共同作業が進む黄金坪にも隣接している。この計画は遼寧省の「五点一線計画」に沿って、さらに下流の東港にある港口工業区へ続いている。

### 農業・漁業
後背地で農業が行なわれ、黄海では海産物の採取が盛んである。

### 工業
丹東黄海バスなどの自動車産業・自動車部品産業、計器・計測機製造などが盛んである。

### サービス産業
市内の鴨緑江公園、虎山長城など、郊外の鳳凰山などへの観光が有名である。中国から北朝鮮への出入国の多くは、丹東市から行なわれている。

## 観光
- 鴨緑江公園、鴨緑江断橋、中朝友誼橋、鴨緑江中朝国境遊覧
- 錦江山公園（中国語版）
- 抗美援朝記念館（中国語版）
- 九連城の鴨緑江戦蹟（日露戦争の忠魂碑）（振安区）
- 五龍背温泉（振安区）
- 大孤山風景名勝区（東港市）
- 鳳凰山（鳳城市）
- 虎山長城（中国側最東端）と一歩跨（一歩跨-北朝鮮側監視場往復、船による見学）（寛甸満族自治県）

## 大学
- 遼寧丹東大学
- 丹東広播電視大学
- 遼東学院
- 遼寧機電職業技術学院
- 遼寧地質工程職業技術学院

## 特産品
- 蛤

## 姉妹都市
- 徳島市
- ウィルミントン
- ドンカスター